# La Providencia, Nuevo León
La Providencia är en ort i Mexiko.   Den ligger i kommunen Pesquería och delstaten Nuevo León, i den centrala delen av landet, 700 km norr om huvudstaden Mexico City. La Providencia ligger 289 meter över havet och antalet invånare är 424.
Terrängen runt La Providencia är platt. Runt La Providencia är det ganska tätbefolkat, med 52 invånare per kvadratkilometer. Närmaste större samhälle är Pesquería, 17,0 km väster om La Providencia. I omgivningarna runt La Providencia växer huvudsakligen savannskog.